# Аппак Ходжа

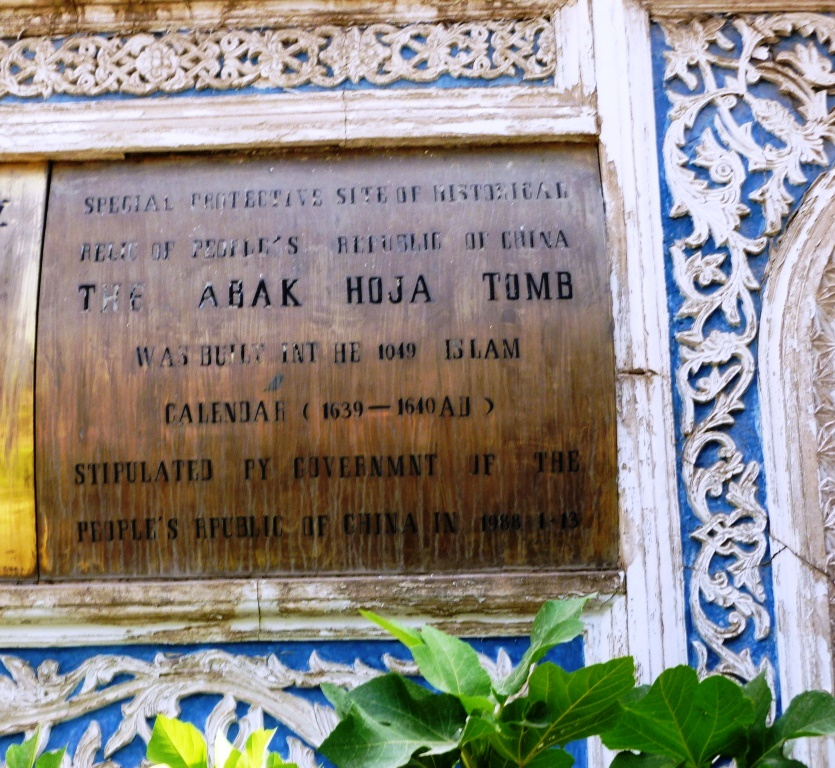
Вывеска гробницы Аппака ходжи в Кашгаре

Аппак Ходжа, полное имя Хидаятулла Aфак Ходжа ибн Ходжа Мухаммад Юсуф (1626—1693/94) — религиозный и политический деятель Восточного Туркестана (Синьцзяна, в современной терминологии) XVII века. Основатель ордена Афакия (белогорцев).

## Биография
Отец Аппак Ходжи, Мухаммад Юсуф пришёл в Восточный Туркестан или Алтышяр («Шесть городов» — Кашгар, Ярканд и т. д.) из Средней Азии, он был потомком известного авлия Махдуми Азама, распространял суфизм накшбандийского толка. Некоторые историки полагают, что он побывал и в пределах Цинской Империи, проповедуя среди дунган и салар в Ганьсу и Цинхае, но другие авторы полагают, что рукописи на самом деле говорят о сыне Мухаммада, то есть о самом Аппаке.
Аппак Ходжа пришёл к власти в Кашгаре в 1660-х годах, но в результате поражения в борьбе с кланом черногорцев (каратаглык) вынужден был покинуть Восточный Туркестан. Он по стопам своего отца отправился в Цинский Китай (Ганьсу/Цинхай) проповедовать (около 1671—1672 годов). Там он оказал немалое влияние через своих учеников на возникновение многих суфийских сект в XVIII веке, а также побывал в Кашмире и Тибете.
В Тибете заключил политический союз с Далай-ламой V и джунгарами, по соглашению с помощью джунгар вернулся к власти в Кашгарии в 1678 году, что имело тяжёлые последствия для уйгурского народа.

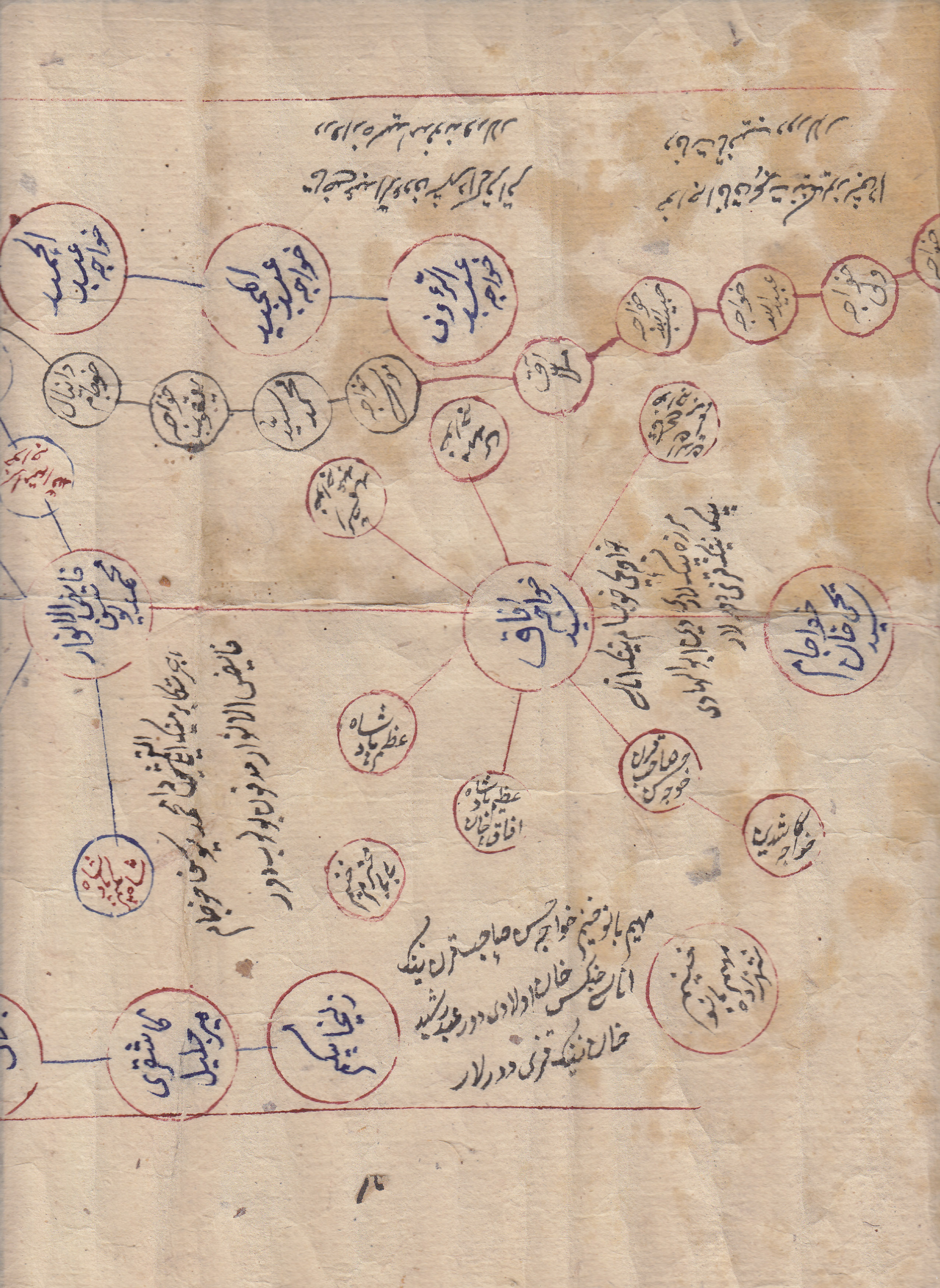
Генеалогическая книга, показывающая Аппак Ходжу как сеида, потомка Мухаммеда

Среди некоторых мусульман-уйгуров  Аппак Ходжа считался сеидом или потомком Мухаммеда. Как высокоуважаемый религиозный деятель, он находился в конфликте с правящей элитой династии Чагатаидов (моголов), и этот конфликт носил как религиозный, так и светский характер. 
Он был сторонником применения исламского шариата вместо монгольского закона Яса, действовавшего в то время, резко критиковал роскошный образ жизни правящих элит. В конечном итоге это привело к изгнанию Аппака Ходжи Исмаил-ханом (1669, 1670-1678), более поздним правителем Яркендского ханства.
Поскольку еще одним ответвлением накшбандийских суфиев были исхаки-ходжи (также известные как каратаглик, то есть черногорские ходжи), Исмаил-хан целенаправленно заигрывал с ними, чтобы уравновесить влияние Аппака Ходжи и предотвратить опасную пропаганду против него со стороны последователей Аппака. Это столкновение между религиозными сектами пошло на пользу Исмаил-хану. Однако изгнанный Аппак совершил посольство, результат которого привёл к краху династии Чагатаидов (моголов) в 1678 году. В этой дипломатической миссии тибетские мусульмане сыграли решающую роль, убедив 5-го Далай-ламу написать рекомендательное письмо в Джунгарское ханство. 
Используя это рекомендательное письмо, Аппак Ходжа объединился с джунгарами и сформировал сильную коалиционную силу, в которую вошли некоторые члены чагатайской (могольской) ханской семьи, такие как Абдурашид-хан II, Мухаммад Имин и Мухаммад Мумин, выступившие против Исмаил-хана. Кроме того, в ханстве было значительное число последователей Аппака Ходжи, так что его влияние значительно возросло. Затем джунгарский правитель Галдан Бошогту начал завоевание джунгарами Алтишара, завоевал Яркендское ханство и затем поставил Аппак Ходжу в качестве одного из своих марионеточных правителей.
В современной уйгурской историографии Аппак Ходжа — отрицательная личность.

## Мавзолей
Мавзолей Аппака Ходжи — одна из архитектурных достопримечательностей Восточного Туркестана.

## Наследники

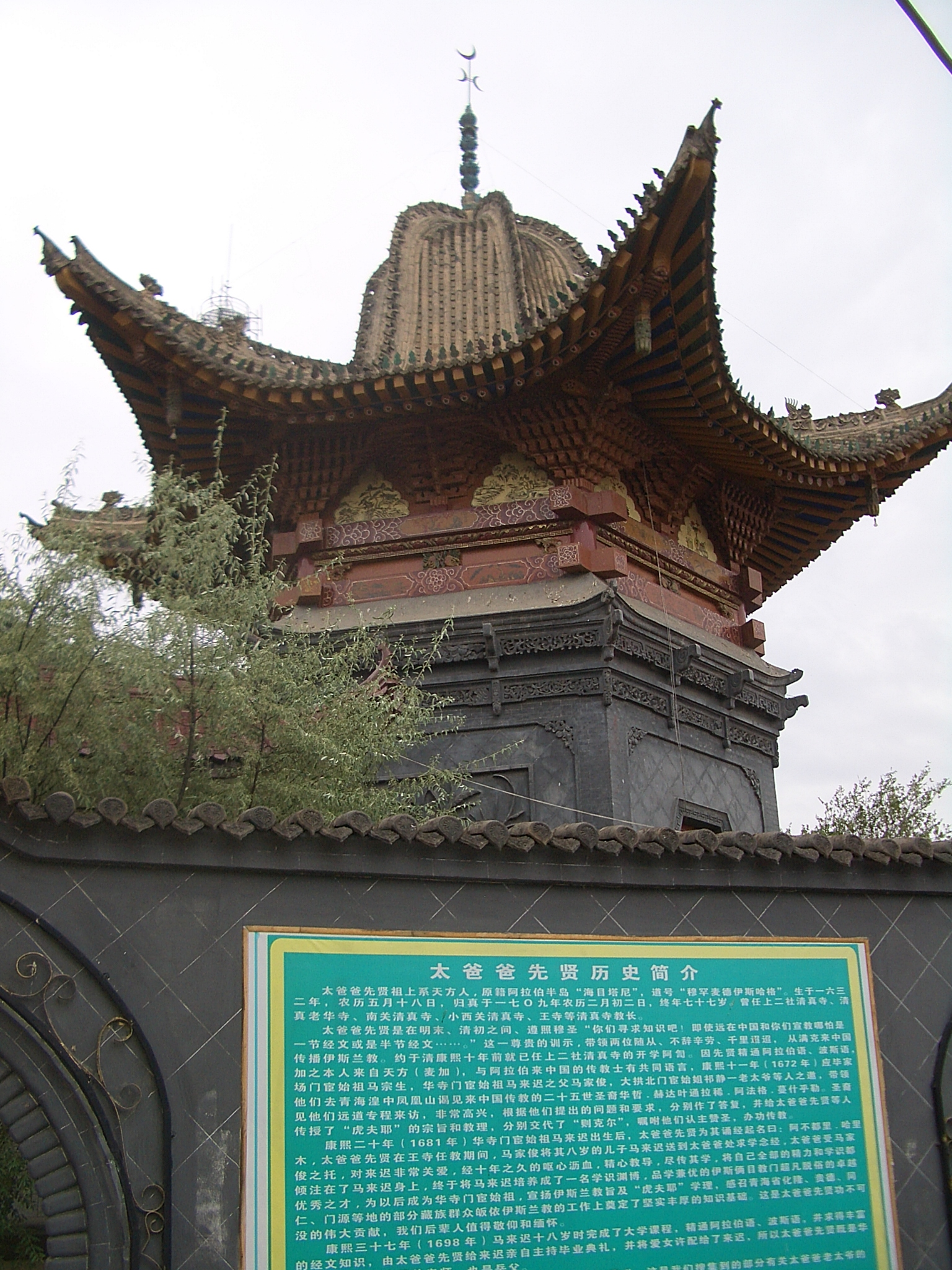
Мавзолей Тай-Бабы, дунганского мюрида Аппак Ходжи в г. Линься, Ганьсу

После смерти Аппак Ходжи его потомки (ходжи-белогорцы, Ак Таг) играли важную роль в Кашгарии более полутораста лет. Даже в 1826 году, после полувека китайского правления в Кашгарии, когда потомок Аппак Ходжи Джахангир-ходжа явился «в Кашгарскую область … во главе всякого сброда», он, по словам Г. Е. Грум-Гржимайло, «с помощью сбежавшихся отовсюду кашгарцев … наголову разбил китайского Цзяньцзюня [военного губернатора] и вступил, при радостных криках народа, в Кашгар».